# Municipio de Chickasawba
El municipio de Chickasawba (en inglés: Chickasawba Township) es un municipio ubicado en el condado de Misisipi en el estado estadounidense de Arkansas. En el año 2010 tenía una población de 18 215 habitantes y una densidad poblacional de 66,58 personas por km².

## Geografía
El municipio de Chickasawba se encuentra ubicado en las coordenadas 35°54′39″N 89°53′8″O / 35.91083, -89.88556. Según la Oficina del Censo de los Estados Unidos, el municipio tiene una superficie total de 273.58 km², de la cual 272,75 km² corresponden a tierra firme y (0,3 %) 0,83 km² es agua.

## Demografía
Según el censo de 2010, había 18 215 personas residiendo en el municipio de Chickasawba. La densidad de población era de 66,58 hab./km². De los 18 215 habitantes, el municipio de Chickasawba estaba compuesto por el 46,2 % blancos, el 49,82 % eran afroamericanos, el 0,29 % eran amerindios, el 0,8 % eran asiáticos, el 1,44 % eran de otras razas y el 1,46 % eran de una mezcla de razas. Del total de la población el 2,95 % eran hispanos o latinos de cualquier raza.